# Крипто-шредінг
Крипто-шредінг – це практика видалення даних шляхом навмисного видалення або перезапису ключів шифрування. Для цього потрібно, щоб дані були зашифровані. Дані знаходяться у трьох можливих станах: дані у стані зберігання, дані під час передачі і дані під час використання. У тріаді КЦД конфіденційність, цілісність і доступність в усіх трьох станах мають бути належним чином захищені.
Позбавлення від неактивних даних, таких як старі стрічки з резервними копіями, дані, що зберігаються в хмарі, комп’ютери, телефони та багатофункціональні принтери може бути складним, коли конфіденційність інформації викликає занепокоєння; коли введено шифрування, воно забезпечує зручне видалення даних. Конфіденційність і приватність є великими драйверами шифрування.

## Мотив
Мотивом видалення даних може бути: дефектний продукт, застарілий продукт, відсутність подальшого використання даних, відсутність законного права на подальше використання чи збереження даних тощо. Юридичні зобов’язання також можуть випливати з таких правил, як: право на забуття, Загальний регламент про захист даних тощо.

## Використання
У деяких випадках зашифровано все (наприклад, жорсткий диск, комп'ютерний файл, база даних тощо), але в інших випадках зашифровані лише конкретні дані (наприклад, номер паспорта, номер соціального страхування, номер банківського рахунку, ім’я особи, запис у базі даних тощо). Крім того, ті самі конкретні дані в одній системі можуть бути зашифровані іншим ключем в іншій системі. Чим більш конкретні фрагменти даних зашифровано (з різними ключами), тим більш конкретні дані можна видалити.
Приклад: пристрої iOS використовують крипто-шредінг під час активації параметра «Стерти весь вміст і налаштування», видаляючи всі ключі в пам’яті для видалення». Це робить усі дані користувача на пристрої криптографічно недоступними.

## Найкращий досвід
- Надійне зберігання ключів шифрування важливо для ефективного видалення. Ефект відсутній, коли симетричний  або асиметричний ключ шифрування зтерто, якщо він уже був скомпрометований (скопійований). Модуль довіреної платформи вирішує цю проблему. Апаратний модуль безпеки[en] є одним із найбезпечніших способів використання та зберігання ключів шифрування.
- Bring your own encryption відноситься до моделі безпеки хмарних обчислень, щоб допомогти клієнтам хмарних послуг використовувати власне програмне забезпечення для шифрування та керувати власними ключами шифрування.
- Сіль: Хешування може бути недостатнім для конфіденційності, оскільки хеш завжди однаковий. Наприклад: хеш певного  номера соціального страхування може бути обернений за допомогою райдужних таблиць. Сіль вирішує цю проблему.

## Міркування безпеки
- Рівень криптостійкості може знижуватися з часом, через те, що комп'ютери стають швидшими або через виявлені недоліки.
- Атака грубою силою: якщо дані не зашифровані належним чином, їх все ще можна розшифрувати за допомогою грубої сили. Квантові обчислення можуть прискорити атаку грубої сили в майбутньому.[4] Однак квантові обчислення менш ефективні проти симетричного шифрування, ніж проти шифрування з відкритим ключем. Припускаючи використання симетричного шифрування, найшвидшою можливою атакою є алгоритм Грувера, яку можна пом’якшити за допомогою більших ключів.[5]

- Дані під час використання[en]. Наприклад: ключі шифрування у відкритому вигляді, які тимчасово використовуються в RAM, можуть бути під загрозою через атаку холодного завантаження, апаратні розвинені сталі загрози, руткіти/буткіти, атаки на ланцюг постачання[en] комп’ютерного обладнання та фізичні загрози комп’ютерам з боку інсайдерів (співробітників).

- Залишкова інформація: Наприклад: коли дані на жорсткому диску зашифровані після того, як вони були збережені, є ймовірність, що на жорсткому диску все ще залишаються незашифровані дані. Шифрування даних не означає автоматичного перезапису незашифрованих даних у тому самому місці. Також пошкоджений сектор не можна потім зашифрувати. Краще налаштувати шифрування перед зберіганням даних.
- Гібернація є загрозою для використання ключа шифрування. Коли ключ шифрування завантажується в оперативну пам’ять і в цей час машина перебуває в режимі глибокого сну, вся пам’ять, включаючи ключ шифрування, зберігається на жорсткому диску (за межами безпечного місця зберігання ключа шифрування).

Згадані проблеми безпеки не стосуються крипто-шредингу, а стосуються шифрування загалом. На додаток до крипто-шредингу, стирання даних, розмагнічування і фізичне подрібнення пристрою (диску) може ще більше зменшити ризик.